# 후지이 셸리
Shelly(일본어: シェリー, 1990년 2월 18일 ~ )는 후지이 셸리(藤井シェリー)로 데뷔했던 성인 비디오 여배우다.

## 같이 보기
- 성인 비디오 / 여배우
- 스카파! 성인방송대상